# Kathe Koja
Kathe Koja (Detroit, 6 gennaio 1960) è una scrittrice statunitense.

## Biografia
Nata nel 1960 a Detroit, Michigan, vi risiede con il marito e il figlio.
Compie gli studi all'Università statale del Michigan e decide di dedicarsi alla fantascienza e all'horror dopo aver partecipato ad un "Clarion workshop" per aspiranti scrittori.
Dopo aver pubblicato numerosi racconti, esordisce nel 1991 con il romanzo The Cipher aggiudicandosi un Premio Bram Stoker e un Premio Locus l'anno successivo.
Autrice versatile, nel corso della sua carriera dà alle stampe anche opere per giovani adulti e romanzi storici opzionati per film e tradotti in diverse lingue.

## Opere principali

### Romanzi
- The Cipher (1991)
- Degenerazione (Bad Brains, 1992), Milano, Bompiani, 1995 traduzione di Adria Tissoni ISBN 88-452-2441-4.
- Skin (1993)
- Strange Angels (1994)
- Kink (1996)
- Under the Poppy (2010)
- The Mercury Waltz (2014)
- The Bastards' Paradise (2015)
- Christopher Wild (2017)

### Racconti
- Extremities (1997)
- Velo/Cities (2020)

### Narrativa Young Adult
- Straydog (2002)
- Buddha Boy (2003)
- The Blue Mirror (2004)
- Talk (2005)
- Going Under (2006)
- Kissing the Bee (2007)
- Headlong (2008)

## Premi e riconoscimenti
- Premio Locus per la miglior opera prima: 1992 con The Cipher
- Premio Bram Stoker al romanzo d'esordio: 1991 con The Cipher (ex aequo con Prodigal di Melanie Tem)
- Premio Shirley Jackson: 2020 nella sezione Miglior raccolta di racconti con Velo/Cities[5]